# 长药沿阶草
长药沿阶草（学名：Ophiopogon peliosanthoides），为百合科沿阶草属下的一个植物种。